# Neoscirula queirozi
Neoscirula queirozi är en spindeldjursart som beskrevs av Den Heyer och Castro 2008. Neoscirula queirozi ingår i släktet Neoscirula och familjen Cunaxidae. Inga underarter finns listade i Catalogue of Life.